# Sengoku Hidehisa
Sengoku Hidehisa (仙石 秀久?; 20 febbraio 1552 – 13 giugno 1614) è stato un samurai e daimyō giapponese dei periodi Sengoku ed Edo. Fu il primo governatore del dominio di Komoro nella provincia di Shinano. A Hidehisa viene anche attribuito il merito di aver eseguito la cattura del famigerato Ishikawa Goemon. Il suo nome d'infanzia fu Gonbei (権兵衛?).

## Biografia
Secondo i documenti di famiglia, Hidehisa fu il quarto figlio del padre il quale era un samurai di basso rango servitori del clan Saitō. Fu donato a un'altra famiglia in giovane età, ma tutti i suoi fratelli maggiori morirono di malattia e gli fu concesso di ereditare il suo cognome.
Servitore prima del clan Oda e poi di Toyotomi Hideyoshi, nel 1581 fu nominato daimyō del dominio di Awaji nel castello di Sumoto. Nel 1584 fu inviato a Shikoku per controllare eventuali mosse di Chōsokabe Motochika, il quale era ostile a Hideyoshi e alleato di Tokugawa Ieyasu. Hidehisa fu sconfitto da Motochika nella battaglia di Hiketa nella provincia di Awa e costretto a ritirarsi. Dopo la sottomissione di Shikoku da parte di Hideyoshi nel 1585, Hidehisa ottenne un feudo di 100.000 koku nella provincia di Sanuki.
Tuttavia nel 1585 gli fu affidato l'incarico di dare inizio alla campagna di Kyūshū assieme ad altri due daimyō: Chōsokabe Motochika e Sogō Masayasu, rivali negli anni precedenti per la conquista di Shikoku. Fu inviato a portar aiuto alla difesa della capitale del clan Ōtomo di Funai assediata dal clan Shimazu. Furono tuttavia pesantemente sconfitti nella battaglia di Hetsugigawa. Hidehisa fu accusato di aver attaccato impulsivamente e quindi fuggì nel pieno della battaglia quando vide la carica improvvisa degli Shimazu e l'inevitabile sconfitta. Dopo essere tornato da Hideyoshi fu privato del suo titolo, della sua terra e mandato in esilio.
Hidehisa qualche anno più tardi si unì a Tokugawa Ieyasu e divenne servitore del clan Tokugawa, partecipando all'assedio di Odawara contro il clan Hōjō e dove il suo nome venne riscattato.
Nel 1590 divenne daimyō di Komoro con una rendita di 50.000 koku. Hidehisa si schierò con Ieyasu nella battaglia di Sekigahara dopo la morte di Hideyoshi. Si era unito all'esercito dell'erede di Ieyasu, Tokugawa Hidetada, durante la campagna e non furono in grado di raggiungere la battaglia in tempo a causa della resistenza a oltranza di Sanada Masayuki. Tuttavia Hidehisa persuase con successo il furioso Ieyasu a risparmiare sia lui che Hidetada dopo questo ritardo che poteva costargli la battaglia. Hidetada rimase grato a Hidehisa per il resto della sua vita. I suoi discendenti rimasero governatori di Komoro fino alla restaurazione Meiji. 
Hidehisa è generalmente descritto come un guerriero coraggioso e abile fin dai suoi primi tempi con Hideyoshi; era spesso in prima linea nelle operazioni militari del clan Oda e sembra fosse ben visto anche da Hideyoshi, poiché non lo punì con la morte dopo la sua fuga dal campo di Hetsugigawa.